# Csemő
Csemő es un pueblo húngaro perteneciente al distrito de Cegléd, condado de Pest.

## Superficie
Cuenta con una superficie de 79,44 km².

## Demografía
Hasta 2024 la población era de 4413 habitantes, con una densidad de población de 55,55 hab/km².
| Gráfica de evolución demográfica de Csemő entre 2020 y 2024 |
|                                                             |
| Datos según la Oficina Central de Estadística de Hungría.   |